# Ev Chistr 'ta Laou!
Ev Chistr' ta Laou!(брет. Пий сидр, Лау!) — старовинна бретонська застільна пісня. Мелодія здобула популярність після виходу пісні нідерландського музичного колективу Bots — «Zeven dagen lang».

## Використання
Пісня була не раз переспівана фолк-групами з усього світу і перекладена багатьма мовами. Популярний мотив був використаний багатьма колективами, а текст пісень іноді немає нічого спільного з оригіналом.
Найвідоміші переспівування:
- Alan Stivell — Son Ar Chistr (1970)
- Bots — Zeven dagen lang (1976)
- Oktoberklub — Was wollen wir trinken (1977)
- The Chieftains — Ev Chistr 'Ta, Laou! (1987)
- Rabauken — Was wollen wir trinken (1995)
- The Pitcher — Drink (1995)
- Rapalje — Wat zullen we drinken (1998)
- Scooter — How Much is the Fish? (1998)
- Non Servium — Seguimos siendo (1999)
- Onkel Tom Angelripper — Medley Aus 6 Liedern (1999)
- Mervent — Ev Sistr (2001)
- Blackmore's Night — All For One (2003)
- Adorned Brood — 7 Tage Lang (2006)
- Meldis — Son ar Sistr (2010)
- Молат — Вперёд, Товарищ! (2010)
- Джек и Тень — Ev Sistr (2012)
- F.R.A.M — Ev Sistr (2013)
- Телері (гурт) — А як ти підеш на війну

## Текст
|  | Ev sistr 'ta Laou, rak sistr zo mat, loñla Ev sistr 'ta Laou, rak sistr zo mat Ur blank, ur blank ar chopinad loñla Ur blank, ur blank ar chopinad Ar sistr zo graet 'vit bout evet, loñla Ar sistr zo graet 'vit bout evet Hag ar merc'hed 'vit bout karet, loñla Hag ar merc'hed 'vit bout karet Karomp pep hini e hini, loñla Karomp pep hini e hini 'Vo kuit da zen kaout jalousi, loñla 'Vo kuit da zen kaout jalousi Ev sistr 'ta Laou, rak sistr zo mat, loñla Ev sistr 'ta Laou, rak sistr zo mat Ur blank, ur blank ar chopinad loñla Ur blank, ur blank ar chopinad 'Oan ket' met tri miz euredet loñla 'Oan ket met tri miz euredet e vezen bemdez chikanet loñla e vezen bemdez chikanet Ev sistr 'ta Laou, rak sistr zo mat, loñla Ev sistr 'ta Laou, rak sistr zo mat Ur blank, ur blank ar chopinad loñla Ur blank, ur blank ar chopinad Taolioù botoù, fasadigoù loñla Taolioù botoù, fasadigoù ha toull an nor a-wechouigoù loñla ha toull an nor a-wechouigoù Ev sistr 'ta Laou, rak sistr zo mat, loñla Ev sistr 'ta Laou, rak sistr zo mat Ur blank, ur blank ar chopinad loñla Ur blank, ur blank ar chopinad |

## Цікаві факти
- Оригінальний, бретонський текст, розрізняється як деякими словами, так і кількістю куплетів а також їх порядком.
- Виникає плутанина із назвою. Воно варіюється від «Ev Chistr 'Ta Laou» до «Ev Sistr» і «Son Ar Chistr»
- Поширена помилкова думка, що «Was wollen wir trinken» була гімном та/або маршем військово-повітряних сил Німеччини — Люфтваффе, під час Другої світової війни (або ж була маршем Німецької імперії в часи Першої світової війни, або є гімном Ірландської республіканської армії). Насправді, голландський гурт Bots[en] написав текст пісні лише у 1976 році, кавер-версію виконав ансамбль із НДР — Oktoberklub, наділивши її політичним змістом (їх версія тексту згадує чилійського комуніста Луїса Корвалана та інші поняття тієї ж ідеології). До цього існували лише оригінальні бретонські мотив і текст, і малопопулярні пісні, що використовували цей мотив. Музика набула популярності в Європі у 70-ті роки, після виходу пісні групи Bots, внаслідок чого з'явилось багато варіацій пісні у виконанні різних виконавців.
- Група Bots заспівала пісню двома мовами — спочатку голландською («Zeven dagen lang», 1976 рік), потім німецькою («Sieben Tage lang» або «Was wollen wir trinken», 1980 рік).